# تنس السيدات
تنس السيدات هي واحدة من أشهر الرياضات النسائية، ومن الرياضات القليلة التي تطغو النساء فيها أكثر من الرجال، وتنظمها رابطة محترفات التنس.

## التاريخ
ظهرت النساء أول مرة في رياضة كرة المضرب في الألعاب الأولمبية الصيفية 1900 في باريس و1908 في لندن، أما زوجي السيدات فظهر في ألعاب أنتويرب 1920.
تُعتبر سوزان لنجلن أول محترفة في تنس السيدات، بعد أن فازت ب6 ألقاب في بطولة ويمبلدون. وسُمِّت ب «الديفا» 2.
لم يكن تنس السيدات بتلك الأهمية حتى تأسست رابطة محترفات التنس سنة 1970.

## بعض بطولات كرة المضرب النسائية
- كأس فيد
- بطولة أستراليا المفتوحة للتنس
- بطولة ويمبلدون
- بطولة أمريكا المفتوحة للتنس
- بطولة رولان غاروس